# نيكولاس فينييري
نيكولاس فينييري (بالإسبانية: Nicolás Vigneri) (مواليد 6 يوليو 1983 في مونتفيديو - الأوروغواي) لاعب كرة قدم أوروغواياني يلعب حاليا لصالح نادي الدرجة الأولى خيريث الإسباني منذ 2010 في مركز المهاجم .

## وصلات خارجية
- نيكولاس فينييري على موقع قاعدة بيانات كرة القدم.إي يو (الإنجليزية)
- نيكولاس فينييري على موقع ناشيونال فوتبول تيمز (الإنجليزية)
- نيكولاس فينييري على موقع Soccerway.com (الإنجليزية)